# RuPaul's Drag Race (quinta edizione)
La quinta edizione di RuPaul's Drag Race è andata in onda negli Stati Uniti a partire dal 28 gennaio 2013 con 14 episodi della durata di 90 minuti sulla rete televisiva LogoTv, in Italia è stata trasmessa su Fox Life. Il cast venne annunciato ufficialmente il 19 novembre 2012. La colonna sonora utilizzata durante la sfida principale è stata I Bring the Beat mentre per i titoli di coda fu utilizzata The Beginning, entrambe tratte dall'album Glamazon di RuPaul.
Jinkx Monsoon, vincitrice dell'edizione, ha ricevuto come premio 100000 $, una fornitura a vita di cosmetici della COLOREVOLUTION cosmetics, la partecipazione come artista principale nel Logo's Drag Race Tour featuring Absolut Vodka cocktails, una vacanza fornita da ALandCHUCK.travel e una corona di Fierce Drag Jewels. Ivy Winters ha vinto il titolo di Miss Simpatia.
Alaska, Detox Icunt, Alyssa Edwards, Coco Montrese e Roxxxy Andrews prenderanno parte alla seconda edizione di RuPaul's Drag Race All Stars, Serena ChaCha prenderà parte alla sesta edizione, Jinkx Monsoon prenderà parta alla settima edizione, Monica Beverly Hillz alla ottava, Jade Jolie, invece, prenderà parte alla quarta edizione di The Boulet Brothers' Dragula. In seguito, Roxxxy Andrews tornerà come concorrente nella nona edizione di RuPaul's Drag Race All Stars.

## Concorrenti
Le 14 concorrenti che hanno preso parte al reality show sono state:
| Concorrente          | Vero nome            | Età | Città                      | Posizionamento |
| -------------------- | -------------------- | --- | -------------------------- | -------------- |
| Jinkx Monsoon        | Hera Hoffer          | 24  | Seattle – Washington       | Vincitrice     |
| Alaska               | Justin Andrew Honard | 27  | Pittsburgh – Pennsylvania  | Finaliste      |
| Roxxxy Andrews       | Michael Feliciano    | 28  | Orlando – Florida          | Finaliste      |
| Detox                | Matthew Sanderson    | 27  | Los Angeles – California   | 4º posto       |
| Coco Montrese        | Martin Cooper        | 37  | Las Vegas – Nevada         | 5º posto       |
| Alyssa Edwards       | Justin Johnson       | 32  | Mesquite – Texas           | 6º posto       |
| Ivy Winters          | Dustin Winters       | 26  | New York – New York        | 7º posto       |
| Jade Jolie           | Jules Green          | 25  | Gainesville – Florida      | 8º posto       |
| Lineysha Sparx       | Andy Trinidad        | 24  | San Juan – Porto Rico      | 9º posto       |
| Vivienne Pinay       | Michael Donehoo      | 26  | New York – New York        | 10º/11º posto  |
| Honey Mahogany       | Honey Mahogany       | 29  | San Francisco – California | 10º/11º posto  |
| Monica Beverly Hillz | Monica DeJesus Anaya | 27  | Owensboro – Kentucky       | 12º posto      |
| Serena ChaCha        | Myron Morgan         | 21  | Tallahassee – Florida      | 13º posto      |
| Penny Tration        | Tony Kody            | 39  | Cincinnati – Ohio          | 14º posto      |

## Tabella eliminazioni
| Ordine | Episodi  | Episodi  | Episodi  | Episodi  | Episodi  | Episodi | Episodi | Episodi | Episodi | Episodi | Episodi | Episodi | Episodi        | Episodi |
| Ordine | 1        | 2        | 3        | 4        | 5        | 6       | 7       | 8       | 9       | 10      | 11      | 12      | 14             |         |
| ------ | -------- | -------- | -------- | -------- | -------- | ------- | ------- | ------- | ------- | ------- | ------- | ------- | -------------- | ------- |
| 1      | Roxxxy   | Lineysha | Detox    | Alyssa   | Jinkx    | Ivy     | Coco    | Alaska  | Jinkx   | Roxxxy  | Alaska  | Alaska  | Jinkx Monsoon  |         |
| 2      | Ivy      | Honey    | Jinkx    | Jinkx    | Roxxxy   | Jinkx   | Jinkx   | Jinkx   | Alaska  | Jinkx   | Roxxxy  | Jinkx   | Alaska         |         |
| 3      | Lineysha | Vivienne | Roxxxy   | Ivy      | Alaska   | Roxxxy  | Alaska  | Detox   | Roxxxy  | Alaska  | Jinkx   | Roxxxy  | Roxxxy Andrews |         |
| 4      | Alaska   | Ivy      | Alyssa   | Coco     | Jade     | Alaska  | Detox   | Coco    | Detox   | Detox   | Detox   |         |                |         |
| 5      | Vivienne | Coco     | Ivy      | Jade     | Coco     | Detox   | Ivy     | Roxxxy  | Coco    | Coco    |         |         |                |         |
| 6      | Alyssa   | Detox    | Jade     | Lineysha | Alyssa   | Alyssa  | Alyssa  | Alyssa  | Alyssa  |         |         |         |                |         |
| 7      | Coco     | Roxxxy   | Honey    | Detox    | Ivy      | Coco    | Roxxxy  | Ivy     |         |         |         |         |                |         |
| 8      | Monica   | Jade     | Lineysha | Alaska   | Detox    | Jade    |         |         |         |         |         |         |                |         |
| 9      | Jinkx    | Alaska   | Alaska   | Roxxxy   | Lineysha |         |         |         |         |         |         |         |                |         |
| 10     | Honey    | Jinkx    | Vivienne | Vivienne |          |         |         |         |         |         |         |         |                |         |
| 11     | Detox    | Alyssa   | Coco     | Honey    |          |         |         |         |         |         |         |         |                |         |
| 12     | Jade     | Monica   | Monica   |          |          |         |         |         |         |         |         |         |                |         |
| 13     | Serena   | Serena   |          |          |          |         |         |         |         |         |         |         |                |         |
| 14     | Penny    |          |          |          |          |         |         |         |         |         |         |         |                |         |

Legenda:
     Il concorrente ha vinto la gara
     I concorrenti sono arrivati in finale ma non hanno vinto la gara
     Il concorrente ha vinto la puntata
     Il concorrente figura tra gli primi ma non ha vinto la puntata
     Il concorrente è salvo ed accede alla puntata successiva (l'ordine di chiamata è casuale)
     Il concorrente figura tra gli ultimi ma non ed è a rischio eliminazione
     Il concorrente figura tra gli ultimi 2 ed è a rischio eliminazione
     Il concorrente è stato eliminato

## Giudici
- RuPaul
- Santino Rice
- Michelle Visage

### Giudici ospiti
- Chaz Bono
- Joan Van Ark
- Maria Conchita Alonso
- Clinton Kelly
- Coco Austin
- Bob Mackie
- Marg Helgenberger
- George Kotsiopoulos
- The Pointer Sisters (Anita & Ruth)
- Jamie-Lynn Sigler
- La Toya Jackson
- Downtown Julie Brown
- Julie Brown
- Mike Ruiz
- Kristen Johnston
- Leslie Jordan
- Camille Grammer
- Juliette Lewis
- Aubrey O'Day
- Pavlína Pořízková
- Travis Wall

### Special guest
- Mathu Andersen
- Candis Cayne
- Nadya Ginsburg
- Gloria Allred
- Deven Green
- Wilmer Valderrama
- Bruce Vilanch

## Riassunto episodi

### Episodio 1 -RuPaullywood or Bust
- La mini sfida: La puntata si apre con l'ingresso di tutti i concorrenti partendo con Detox e finendo con Coco Montrese. RuPaul incontra i concorrenti e spiega loro che per la loro prima mini sfida dovranno posare in un servizio fotografo in cui saranno all'interno di un'enorme scatola trasparente piena d'acqua. Mike Ruiz è il fotografo che dà le direttive ai concorrenti. Detox viene dichiarata vincitrice della mini sfida.
- La sfida principale: Per la sfida principale i concorrenti devono realizzare un outfit glamour usando ciò che hanno preso durante l'uscita con RuPaul: i concorrenti dovevano prendere più che potevano da alcuni cassonetti in un vicolo di West Hollywood. Giudici ospiti della puntata sono Camille Grammer e Mike Ruiz che si aggiungono a Santino Rice e Michelle Visage. Subito dopo la sfilata RuPaul comunica che Roxxxy Andrews è la vincitrice della sfida, Penny Tration e Serena ChaCha sono le peggiori della puntata mentre le altre sono salve.
- L'eliminazione: Penny e Serena vengono chiamate ad esibirsi con la canzone Party in the U.S.A. di Miley Cyrus. Penny viene eliminata perché non sapeva le parole alla fine
- , mentre Serena può continuare nella competizione.

### Episodio 2 -Lip Synch Extravaganza Eleganza
- La mini sfida: Per la mini sfida i concorrenti vengono divisi in tre gruppi. Ogni concorrente doveva cantare in playback una canzone di RuPaul (Tranny Chaser, Ladyboy, Peanut Butter) il tutto mostrando solamente le labbra. Da ogni gruppo sarebbe uscito un vincitore. I vincitori sono Serena ChaCha, Detox e Ivy Winters
- La sfida principale: Per la sfida principale i concorrenti divisi in tre gruppi, ogni gruppo deve registrare in playback dei momenti relativi delle passate edizioni mostrati in Untucked. Avendo vinto la mini sfida Serena, Detox e Ivy sono capi squadra e dovranno assegnare i ruoli. Le squadre sono: Serena, Jade, Jinkx, Roxxxy e Alyssa (terza edizione); Detox, Monica, Coco e Alaska (quarta edizione); Ivy, Lineysha, Vivienne e Honey (seconda edizione). Giudici ospiti della puntata sono Kristen Johnston e Juliette Lewis. Il tema della sfilata è "Miglior drag look". Subito dopo la sfilata RuPaul comunica che Lineysha è la vincitrice della sfida, Monica e Serena sono le peggiori della puntata mentre le altre sono salve.
- L'eliminazione: Monica e Serena vengono chiamate ad esibirsi con la canzone Only Girl (in the World) di Rihanna. Serena viene eliminata, mentre Monica può continuare nella competizione.

### Episodio 3 -Draggle Rock
- La mini sfida: I concorrenti devono dividersi in squadra da due e devono creare dei concorrenti per il concorso di America's Junior Drag Superstar usando dei manichini. Alaska e Lineysha sono i vincitori della mini sfida.
- La sfida principale: Per la sfida principale i concorrenti divisi in due gruppi devono registrare un programma televisivo per bambini essendo in drag. Avendo vinto la mini sfida Alaska e Lineysha sono capo squadra. Le squadre sono: Alaska, Detox, Vivienne, Roxxxy, Monica e Alyssa Edwards contro Lineysha, Jinkx, Jade, Ivy, Honey e Coco. A Giudici ospiti della puntata sono Pavlína Pořízková e Coco Austin. Il tema della sfilata è Graziosa in rosa. Honey, Ivy, Alyssa e Jade sono salve. RuPaul dice a Lineysha che è fortunata ad avere l'immunità altrimenti sarebbe stata tra i peggiori. Roxxxy, Jinkx e Detox sono i migliori della puntata, ma RuPaul annuncia che Detox è il vincitore della puntata. Coco Montrese e Monica Beverly Hillz sono i peggiori della settimana mentre gli altri concorrenti sono salvi.
- L'eliminazione: Coco e Monica vengono chiamate ad esibirsi con la canzone When I Grow Up delle Pussycat Dolls. Coco rimane nella competizione mentre Monica viene eliminata.

### Episodio 4 -Black Swan: Why It Gotta Be Black?
- La mini sfida: Per la mini sfida i concorrenti devono ballare sulle note di Jealous of My Boogie in drag e indossando delle grandi parrucche afro. Jinkx e Coco sono i vincitori della mini sfida.
- La sfida principale: Per la sfida principale i concorrenti divisi in due gruppi devono realizzare sul palco principale un balletto ispirato alla vita di RuPaul. Avendo vinto la mini sfida Jinkx e Coco sono capo squadra. Le squadre sono: Coco, Alyssa, Detox, Honey, Roxxxy e Vivienne contro Jinkx, Ivy, Lineysha, Alaska e Jade. Giudici della puntata sono Chaz Bono e Travis Wall. Detox, Coco, Lineysha, Jade e Alaska sono salve. Honey e Vivienne sono le peggiori mentre Alyssa Edwards è la migliore della puntata.
- L'eliminazione: Honey e Vivienne si devono esibire in playback nella canzone Oops!... I Did It Again di Britney Spears. Rupaul decide che sia Honey che Vivienne sono eliminate in quanto nessuno di loro ha dimostrato la passione per continuare nella competizione. Per la prima volta nella storia del programma due concorrenti sono eliminati nella stessa puntata.

### Episodio 5 .Snatch Game
- La mini sfida: Per la mini sfida i concorrenti devono trasformare delle coperte in un outfit chic in 20 minuti. Alyssa Edwards, Detox e Roxxxy Andrews sono i migliori.
- La sfida principale: Per la loro sfida principale i concorrenti prendono parte allo Snatch Game. I concorrenti dovranno scegliere una celebrità e impersonarla per l'intero gioco. Lineysha originariamente aveva intenzione di interpretare Michelle Obama, ma cambia dopo le critiche ricevute da RuPaul, inoltre anche Alyssa ha dubbi sulla celebrità da impersonare ma alla fine resta con la sua scelta originale. Julie Brown e Downtown Julie Brown sono i concorrenti del gioco. Lo scopo del gioco è essere il più divertenti possibili. Le celebrità scelte dai concorrenti sono state:

| Concorrente    | Celebrità Impersonata |
| -------------- | --------------------- |
| Detox          | Kesha                 |
| Alyssa Edwards | Katy Perry            |
| Jinkx Monsoon  | Little Edie           |
| Lineysha Sparx | Celia Cruz            |
| Alaska         | Lady Bunny            |
| Coco Montrese  | Janet Jackson         |
| Ivy Winters    | Marilyn Monroe        |
| Roxxxy Andrews | Tamar Braxton         |
| Jade Jolie     | Taylor Swift          |

Giudici ospiti della puntata sono Julie Brown e Downtown Julie Brow. Jade e Coco sono salve. RuPaul dice a Alyssa che è fortunata ad avere l'immunità altrimenti sarebbe tra i peggiori. Jinkx è la migliore della puntata, Lineysha e Detox sono le peggiori mentre le altre sono salve.
- L'eliminazione: Lineysha e Detox vengono chiamate ad esibirsi con la canzone Take Me Home di Cher. Detox rimane nella competizione mentre Lineysha viene eliminata.

### Episodio 6 -Can I Get An Amen?
- La mini sfida: Per la mini sfida, i concorrenti devono truccarsi totalmente al buio in 20 minuti. Al termine del tempo mostreranno il risultato. Detox vince la mini sfida.
- La sfida principale: Per la sfida principale, i concorrenti divisi in tre squadre devono scrivere e registrare alcune parti per la canzone Can I Get An Amen? ispirata alla canzone We Are The World dei USA for Africa. La canzone verrà messa su ITunes e i soldi del ricavato saranno dati in beneficenza. Avendo vinto la mini sfida Detox decide le squadre che sono: Detox, Alaska e Roxxxy; Coco e Alyssa; Ivy, Jade e Jinkx; inoltre deve assegnare le varie parti del brano. Tutti i concorrenti registreranno il brano con Lucian Piane e dovranno avere un outfit in stile anni '80. Giudici ospiti della puntata sono La Toya Jackson ed Anita & Ruth delle Pointer Sisters. Il tema della sfilata è La parte migliore del corpo dove i concorrenti mostrano la parte migliore del proprio corpo. Coco Montrese e Jade Jolie sono le peggiori, Ivy Winters è la migliore della puntata mentre le altre sono salve.
- L'eliminazione: Coco e Jade vengono chiamate ad esibirsi con la canzone I'm So Excited delle The Pointer Sisters. Coco rimane nella competizione mentre Jade viene eliminata.

### Episodio 7 -RuPaul Roast
- La mini sfida: Per la mini sfida, i concorrenti dovranno "leggersi" a vicenda, ovvero dire qualcosa di cattivo ad un'altra persona ma facendolo in modo scherzoso. Il vincitore della mini sfida è Alaska.
- La sfida principale: Per questa settimana, i concorrenti devono "leggere" RuPaul, gli altri concorrenti e i giudici davanti ad un pubblico live sul palcoscenico principale. Avendo vinto la mini sfida Alaska deve decidere l'ordine di esibizione dei singoli concorrenti. Nadya Ginsburg, Deven Green e Bruce Vilanch danno consigli sulle varie battute. L'ordine di esibizione è stata: Alaska, Roxxxy, Coco, Jinkx, Ivy, Alyssa e Detox. Giudici ospiti della puntata sono Leslie Jordan e Jeffrey Moran. Alyssa Edwards e Roxxxy Andrews sono le peggiori mentre Coco è la migliore della puntata.
- L'eliminazione: Alyssa Edwards e Roxxxy Andrews vengono chiamate ad esibirsi con la canzone Whip My Hair di Willow Smith. RuPaul decide che sia Alyssa che Roxxxy rimangono nella competizione perché entrambi hanno dimostrato di voler restare.

### Episodio 8 -Scent of a Drag Queen
- La mini sfida: Per la mini sfida, i concorrenti dovranno abbinare i membri della pit-crew che hanno lo stesso paio di mutande, e chi farà il punteggio più alto vince. Il vincitore della mini sfida è Ivy Winters.
- La sfida principale: Per la sfida principale, i concorrenti dovranno creare un proprio profumo ed uno spot pubblicitario per il profumo. Giudici ospiti della puntata sono Aubrey O'Day e Joan Van Ark. Alyssa Edwards e Ivy Winters sono le peggiori mentre Alaska è la migliore della puntata.
- L'eliminazione: Alyssa Edwards e Ivy Winter vengono chiamate ad esibirsi con la canzone Ain't Nothin' Goin' on But the Rent di Gwen Guthrie. Alyssa rimane nella competizione mentre Ivy viene eliminata.

### Episodio 9 -Drama Queens
- La mini sfida: Per la mini sfida, i concorrenti dovranno fare delle piccole scene drammatiche davanti a RuPaul e piangere. Nel bel mezzo della mini sfida Detox si mette a piangere seriamente, perché tutto ciò le fa ricordare il suo fidanzato e racconta la storia dell'incidente stradale di quest'ultimo. I vincitori della mini sfida sono Alyssa Edwards e Detox.
- La sfida principale: Per la sfida principale, i concorrenti dovranno recitare in delle soap opere spagnole, ed i gruppi sono: Detox, Roxxxy ed Alaska; mentre il secondo è formato da Alyssa, Jinkx e Coco. Giudici ospiti della puntata sono María Conchita Alonso e Jamie-Lynn Sigler. Il tema della sfilata è Realtà da Telenovela Spagnola. Coco Montrese e Alyssa Edwards sono le peggiori mentre Jinkx è la migliore della puntata.
- L'eliminazione: Coco Montrese e Alyssa Edwards vengono chiamate ad esibirsi con la canzone Cold Hearted di Paula Abdul. Coco rimane nella competizione mentre Alyssa viene eliminata.

### Episodio 10 -Super Troopers
- La mini sfida: Per la mini sfida, i concorrenti dovranno fare degli esercizi fisici con un allenatore. Il vincitore della mini sfida è Alaska.
- La sfida principale: Per la sfida principale, i concorrenti dovranno fare un make over su dei gay veterani di guerra, inoltre prima della presentazione in passerella dovranno fare un balletto insieme.

| Concorrente    | Sorella in Drag vero nome | Sorella in Drag   |
| -------------- | ------------------------- | ----------------- |
| Alaska         | Mack                      | Nebraska          |
| Coco Montrese  | Steve                     | Horchata Montrese |
| Detox          | Aaron                     | Beth Adone        |
| Jinkx Monsoon  | Dave                      | Fortuna Monsoon   |
| Roxxxy Andrews | Izzy                      | Isabella Andrews  |

Giudici ospiti della puntata sono Clinton Kelly e George Kotsiopoulos. Detox e Coco Montrese sono le peggiori mentre Roxxxy è la migliore della puntata.
- L'eliminazione: Detox e Coco Montrese vengono chiamate ad esibirsi con la canzone (It Takes) Two to Make It Right di Seduction. Detox rimane nella competizione mentre Coco viene eliminata.

### Episodio 11 -Sugar Ball
- La mini sfida: Per la mini sfida, i concorrenti devono pescare a sorte un pupazzo che rappresenti uno degli altri concorrenti, metterlo in drag e fare un siparietto imitando l'altro concorrente. Roxxxy pesca Jinkx, Alaska pesca Roxxxy, Jinkx pesca Detox, ed, infine, Detox pesca Alaska. Il vincitore della mini sfida è Alaska.
- La sfida principale: Per la sfida principale, i concorrenti dovranno creare un numero di apertura per il Sugar Ball, a cui parteciperanno presentando 3 look differenti, e il terzo dovrà essere fatto a mano:

- Super Duper Sweet 16: I concorrenti devono realizzare un outfit da sedicenne viziata;
- Sugar Mama Executive Realness: I concorrenti devono realizzare un outfit che rappresenti una mamma d'affari;
- Candy Couture: I concorrenti devono realizzare un outfit e dovranno crearlo usando interamente dei dolci e caramelle.
Giudici ospiti della puntata sono Marg Helgenberger e Bob Mackie. Jinkx Monsoon e Detox sono le peggiori mentre Alaska è la migliore della puntata.
- L'eliminazione: Jinkx Monsoon e Detox vengono chiamate ad esibirsi con la canzone di Malambo No. 1 by Yma Sumac. Jinkx rimane nella competizione mentre Detox viene eliminata.

### Episodio 12 -The Final Three, Hunty
In quest'episodio, le tre finaliste parteciperanno al video musicale di RuPaul, The Beginning. Successivamente, le finaliste avranno un pranzo con RuPaul per parlare del loro viaggio nello show e nella vita. Infine, quest'ultime dovranno recitare in tre parti diverse (imputato, avvocato difensore e l'accusa) in una aula giudiziaria. Per la sfilata dovranno sfilare nel loro drag migliore e non ci sono giudici speciali. Prima di fare il lip-sync finale, RuPaul chiede ad ogni concorrente perché dovrebbero essere incoronate come la nuova America's Next Drag Superstar. Dopo ciò, c'è il lip-sync finale che sarà svolto con la canzone di RuPaul, The Beginning.

### Episodio 13 -Countdown to the Crown
In questo episodio speciale RuPaul mostra immagini e contenuti inediti relativi alla stagione. Latrice Royale, Willam (concorrenti della quarta edizione) e Sharon Needles, vincitrice della quarta edizione, appaiono nell'episodio per dare le loro opinioni circa il corso della quinta stagione.

### Episodio 14 -Reunited!
Davanti ad un'audience di fan, i concorrenti si riuniscono insieme a RuPaul per la puntata finale del programma. La puntata viene registrata a Los Angeles il 1 maggio 2013. Tutto il cast del programma si riunisce per parlare della loro esperienza nello show, discutendo di quali sono stati i loro momenti migliori, le sfide più difficili e delle scelte di stile effettuate dalle concorrenti durante lo show. Ivy Winters vince il titolo di Miss Simpatia. Dopo aver parlato in modo più approfondito con i tre finalisti, RuPaul annuncia che la vincitrice è Jinkx Monsoon.